# ويليام غانت
ويليام غانت (بالإنجليزية: William Gant)‏ هو قاضي أمريكي، ولد في 25 نوفمبر 1919 في أوينسبورو في الولايات المتحدة، وتوفي في 10 سبتمبر 1995 بسبب سرطان.